# Viola beckwithii
Viola beckwithii är en violväxtart som beskrevs av John Torrey och Samuel Frederick Gray. Viola beckwithii ingår i släktet violer, och familjen violväxter.

## Underarter
Arten delas in i följande underarter:
- V. b. beckwithii
- V. b. glabrata

## Bildgalleri

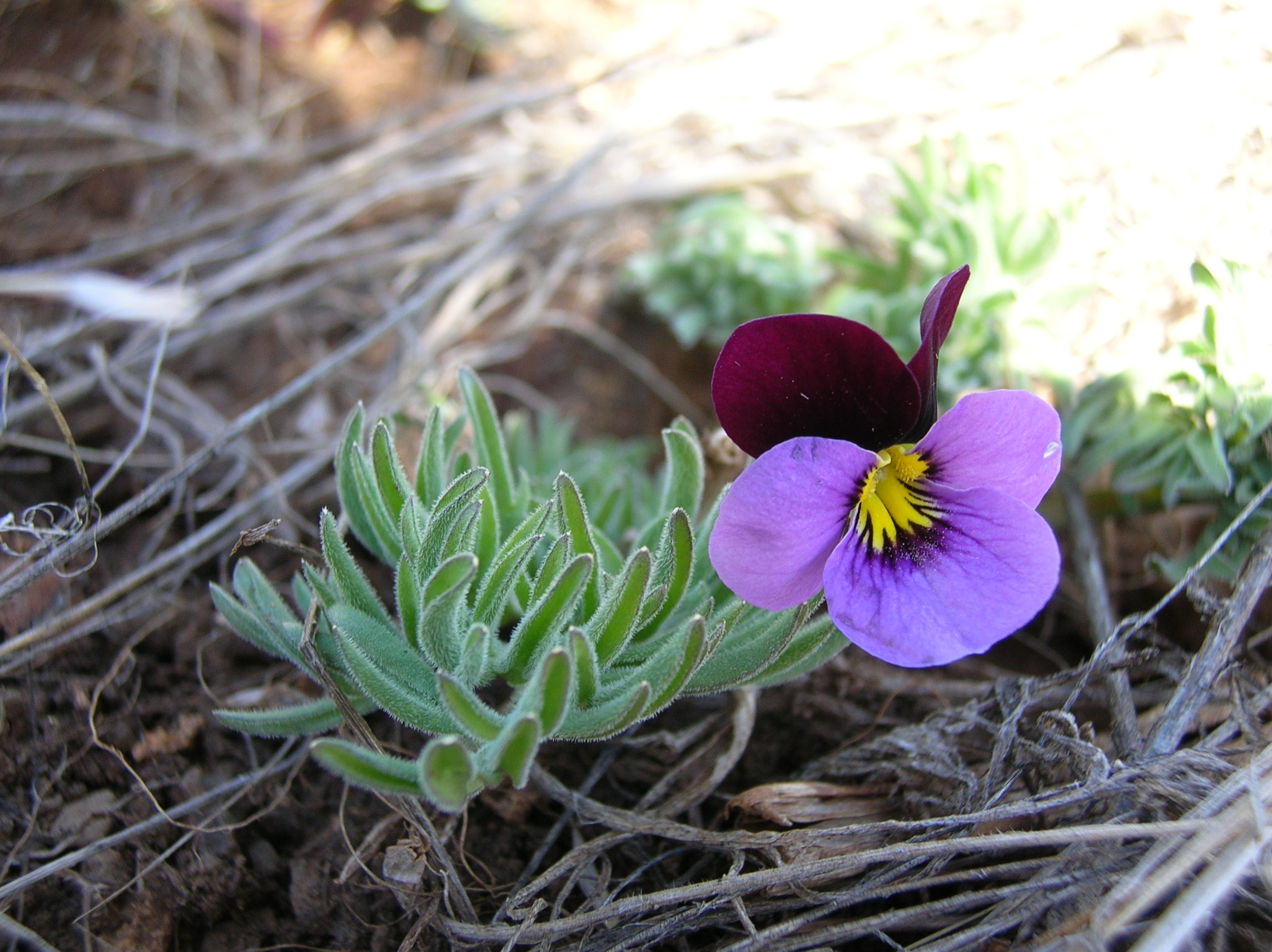
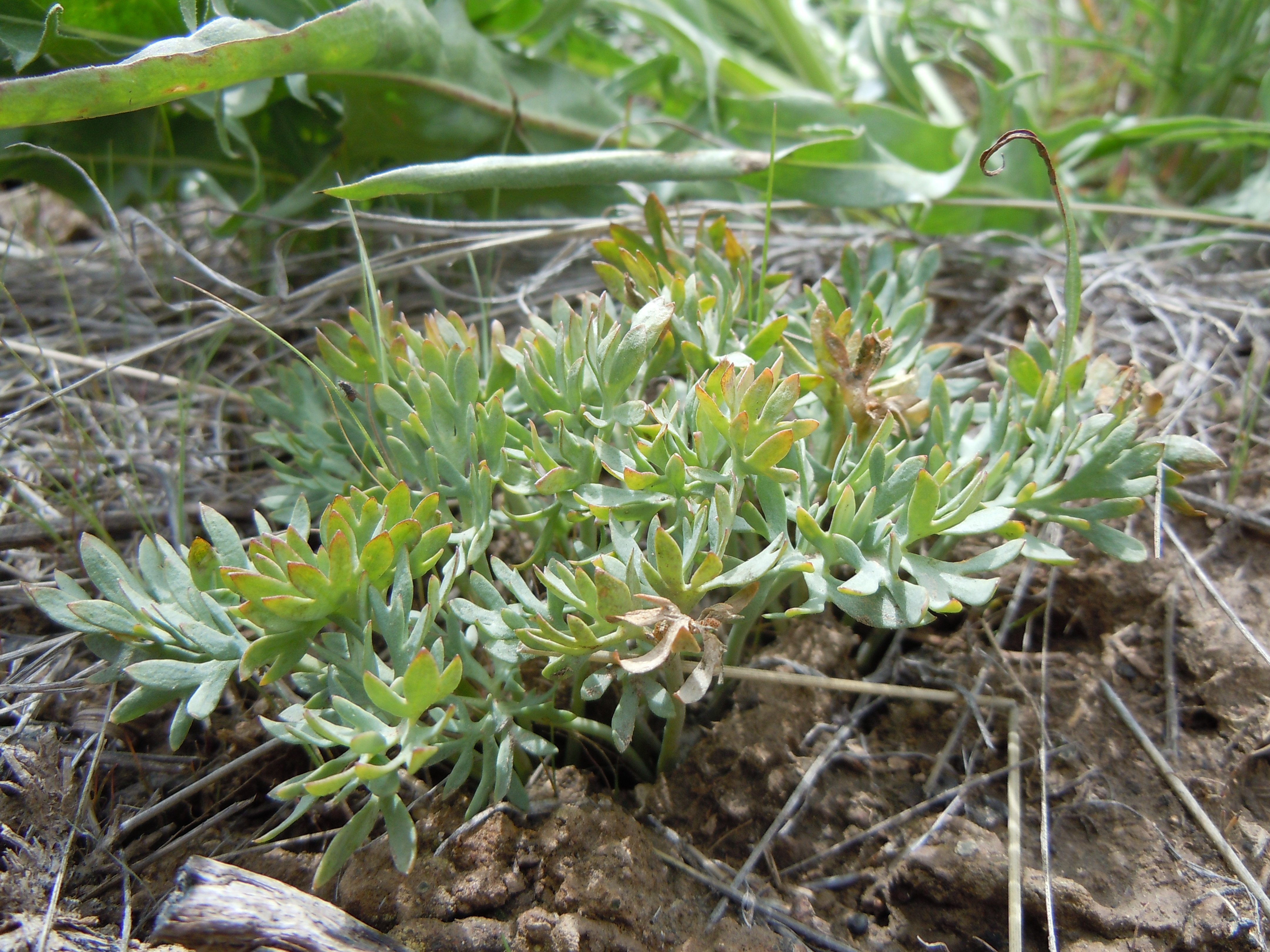
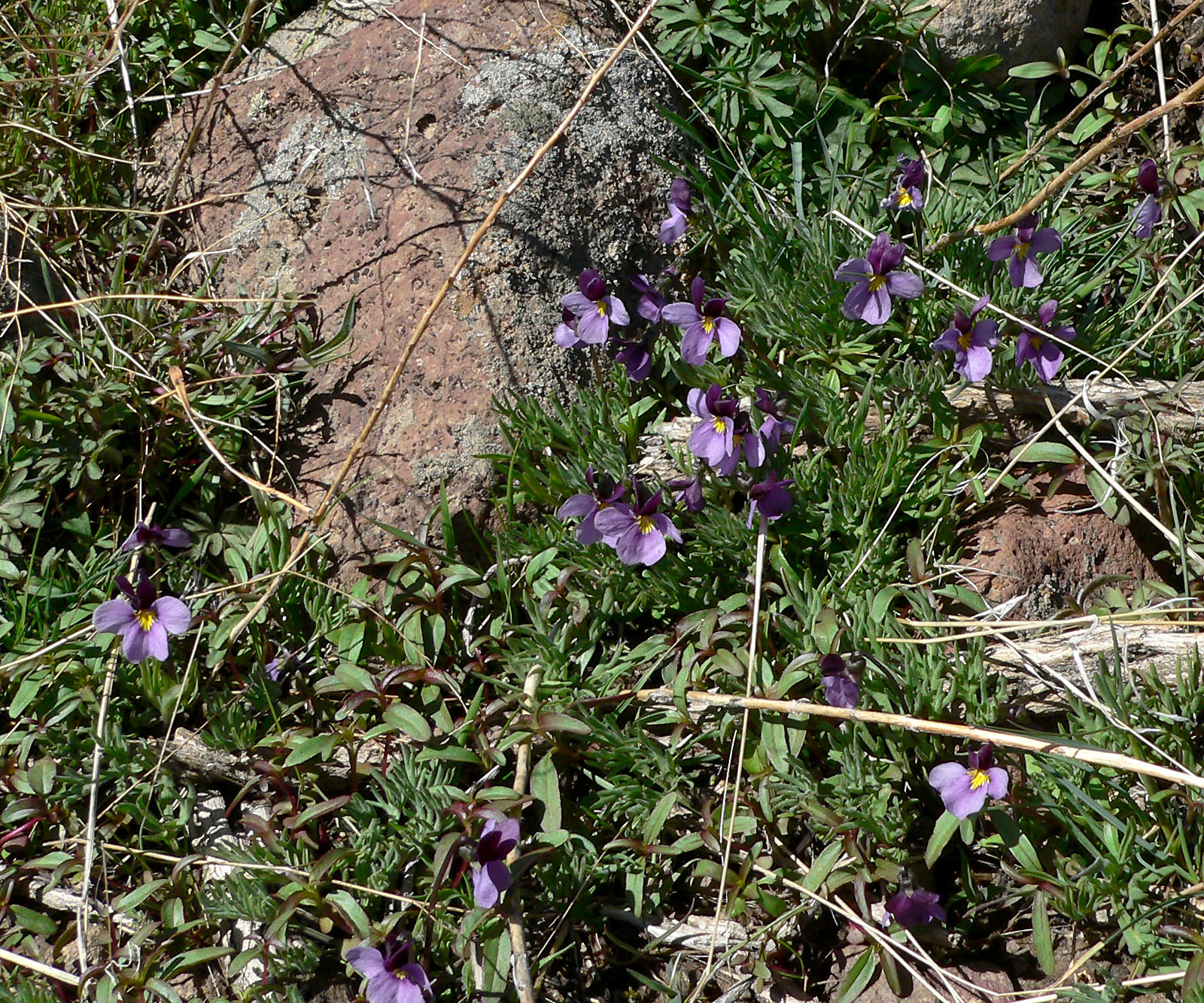
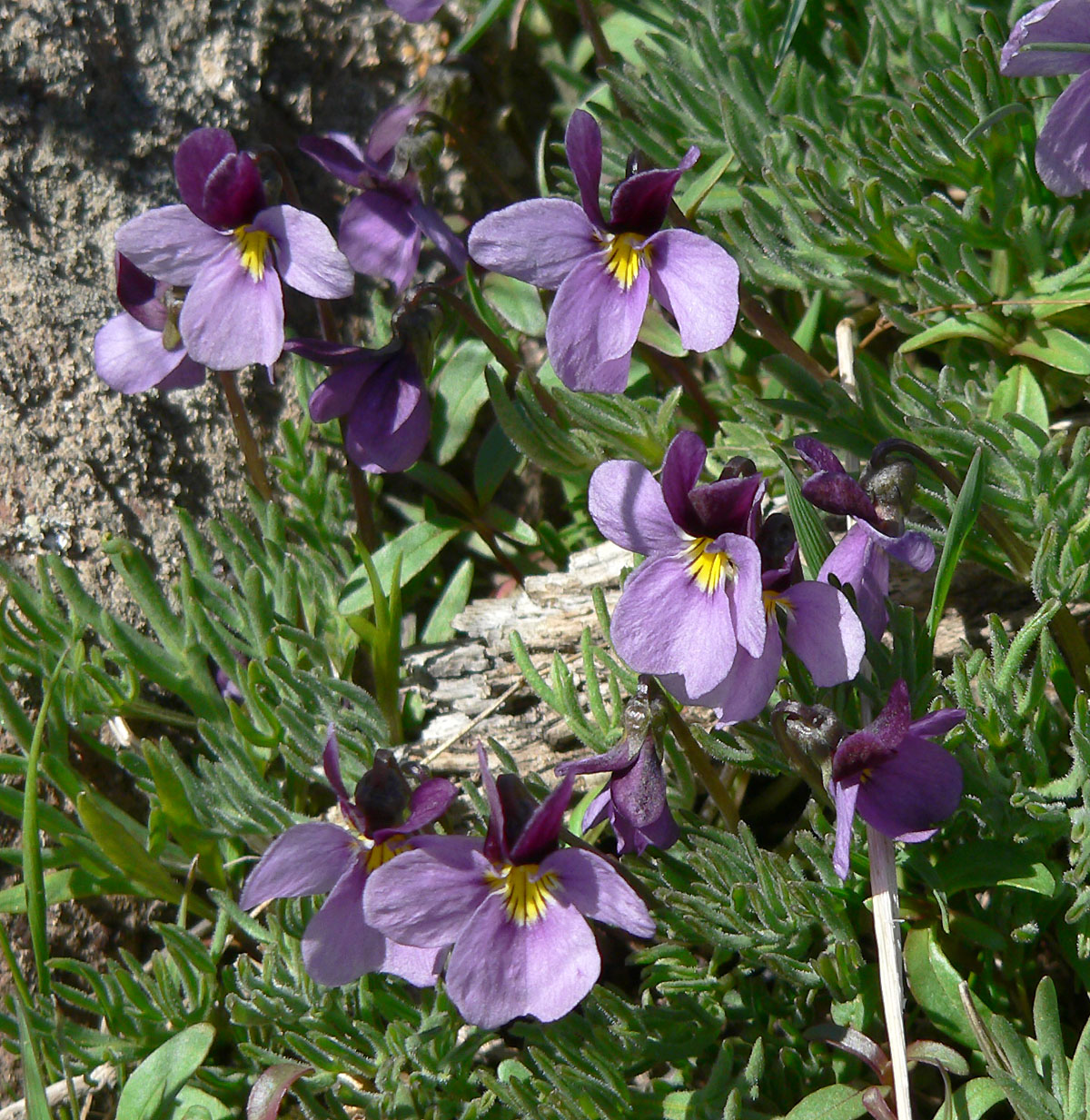
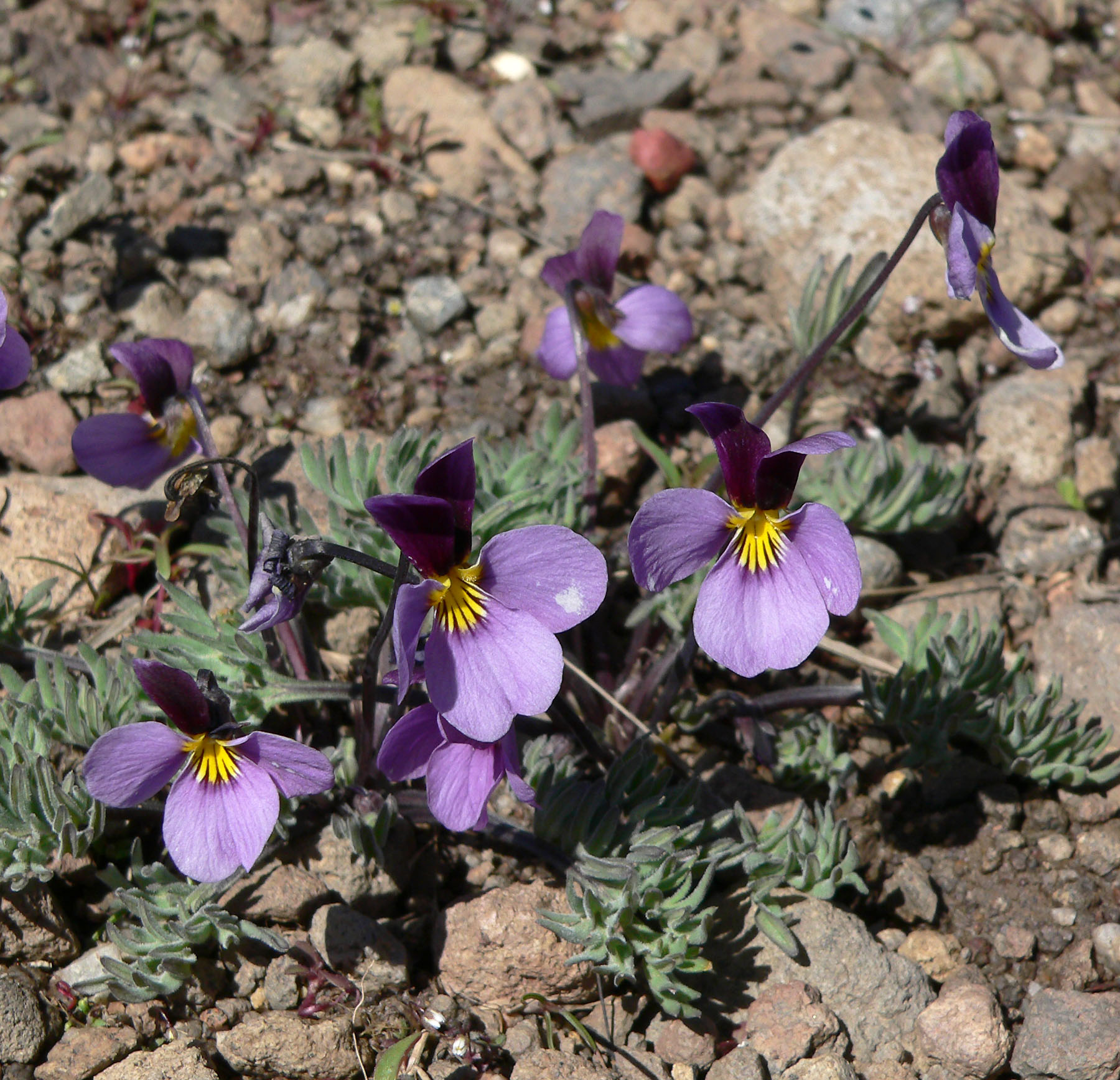
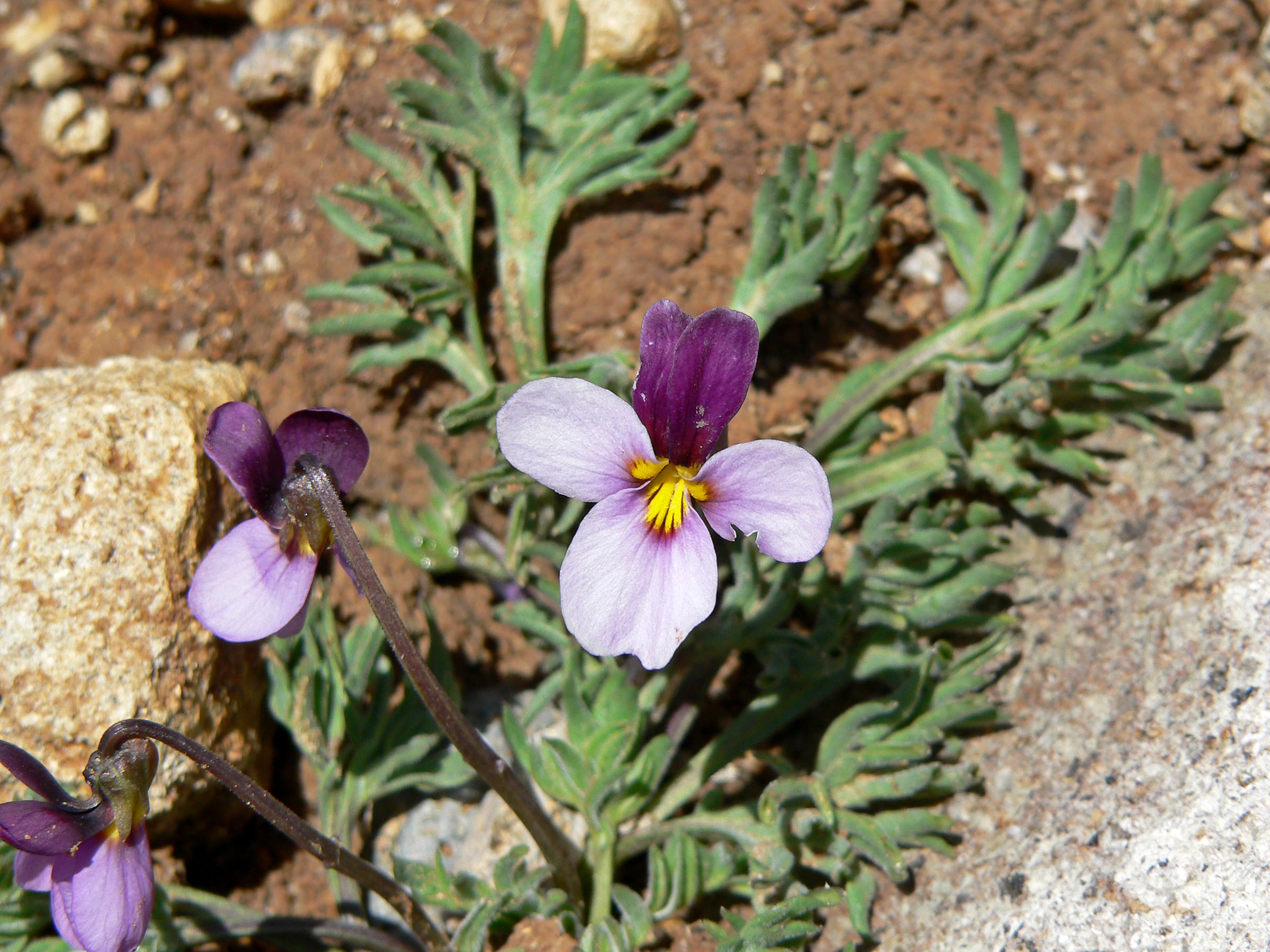